# Dubbelmonarchie

Handelsvlag en staatsvlag ter zee van Oostenrijk-Hongarije.

Een dubbelmonarchie ontstaat wanneer twee afzonderlijke koninkrijken, die door dezelfde monarch worden geregeerd, hetzelfde buitenlands beleid volgen, een douane-unie vormen en een gezamenlijke krijgsmacht hebben, maar verder autonoom van elkaar functioneren. De term wordt meestal gebruikt om te verwijzen naar Oostenrijk-Hongarije, een dubbelmonarchie die bestond van 1867 tot 1918.
In de jaren 1870-1879 stelden de Prins van Wales (de latere koning Eduard VII) en William Ewart Gladstone voor, dat Ierland en Groot-Brittannië een dubbelmonarchie zouden vormen, daarbij de dubbelmonarchie van Oostenrijk-Hongarije als model nemend. Hun politieke streven had geen succes, maar het idee werd in 1904 verwerkt door de Ierse auteur en politicus Arthur Griffith in zijn geschiedenis van Hongarije: The Resurrection of Hungary. Griffith beschreef, hoe in 1867 Hongarije van een deel van het keizerrijk Oostenrijk evolueerde naar een apart,  gelijkwaardig koninkrijk in de dubbelmonarchie Oostenrijk-Hongarije. Hoewel zelf geen monarchist, pleitte Griffith voor een dergelijke aanpak van de Anglo-Ierse relaties. Het idee werd niet overgenomen door de Ierse politieke leiders. Ierland verliet uiteindelijk in 1922 het Verenigd Koninkrijk van Groot-Brittannië en Ierland om een aparte staat te vormen, de Ierse Vrijstaat.
Historici hebben na 1867 de term dubbelmonarchie gebruikt om te verwijzen naar andere voorbeelden waarbij een koning over twee staten heerste, zoals Hendrik V en Hendrik VI. Zij waren in de 15e eeuw gedurende de Honderdjarige Oorlog koning van zowel Engeland, als Frankrijk, als gevolg van de vorming van een marionettenstaat in een groot deel van Frankrijk . Ook het gecombineerde koninkrijk Denemarken-Noorwegen was een dubbelmonarchie; het bestond van 1536 tot 1814.
Een dubbelmonarchie is overigens niet gelijk aan een personele unie. In een personele unie wordt over twee of meer koninkrijken geheerst door dezelfde persoon, maar er zijn geen andere, gedeelde overheidsstructuren. Staten die in een personele unie met elkaar zijn verbonden, hebben aparte legers, een apart buitenlands beleid en aparte invoerrechten. De dubbelmonarchie Oostenrijk-Hongarije vormde dus geen personele unie, daar beide staten een kabinet deelden dat besliste over buitenlands beleid, het leger en gezamenlijke financiën.